# フジテレビ平日昼1時45分枠の連続ドラマ
フジテレビ平日昼1時45分枠の連続ドラマ（フジテレビへいじつひるいちじよんじゅうごふんわくのれんぞくドラマ）は、1967年4月から1976年3月までフジテレビ系列の平日13:45 - 14:00（JST）に放送された昼ドラの放送枠である。

## 概要
それまでフジテレビの平日13:45枠は、主に芸能ニュース（稀に『サンケイテレニュース』）を放送していたが、1964年10月に開始した13:00枠の『ライオン奥様劇場』と、これより前の同年5月に開始した13:30枠の『東海テレビ制作昼の帯ドラマ』（当時は15分枠。以降『THK帯ドラマ』と表記）が人気を上げてきたため、その視聴者をスライドすべく、直前まで12:00 - 12:15枠で放送された昼ドラを移動するかたちで、第3の13時枠の昼ドラ枠を誕生させた。ローテーションは概ね1年4作だった。
放送は1976年3月まで9年続くが、『THK帯ドラマ』の拡大に伴い廃枠となった。本数は全37本だった。

## 放送作品一覧

### 1967年
- おしんこさん　　       主演・関みどり - 平日12:00より移動。
- 京のひと　　　　       主演・入江若葉
- 花かげろう　　　 主演・三原有美子
- 女の椅子　　　　   主演・山崎幾子

### 1968年
- 別れてもなお　　主演・葉山葉子
- ゆく春を　　　　　 主演・赤沢亜沙子
- 花のしずく　　　　主演・高須賀夫至子
- 秋篠の女　　　　 主演・加賀ちかこ

### 1969年
- ふたつの花     　　 主演・有川有紀
- 木石　　　　　　　 主演・天路圭子、御影京子
- 哀しみの虹　　　 主演・井上清子
- ああ、君が愛　　主演・岩本多代

### 1970年
- 素足の女　　　　 主演・桜田千枝子
- 風の視線　　　　 主演・三ツ矢歌子
- 星から来た女　　主演・松木路子
- 吾が命あり　　　 主演・北川めぐみ

### 1971年
- 凍った花　　　　    　主演・田島和子
- 愛の炎　　　　　    　主演・町田祥子  　※ カラー化
- 女の断崖　　　　  　主演・沢井桂子
- 雪の喪章　　　　  　主演・菊ひろ子

### 1972年
- 六條ゆきやま紬　　 主演・加賀ちかこ
- 女の素顔　　　　　 　主演・三条泰子
- 罪ある花　　　　　  　 主演・高林由紀子
- 風を見た人　　　　 　主演・小林千登勢

### 1973年
- 愛よさよなら     　　　　主演・城野ゆき
- 青い炎の女　　　　　主演・松木路子
- 愛すれど愛は悲し　主演・沢井孝子
- 紬の里　　　　　　　　主演・磯村みどり
- 終着駅　　　　　　　　主演・小野恵子

### 1974年
- 命なりけり　　　　　　主演・和田恵利子
- 乱れ雲　　　　　　　　主演・北川めぐみ
- 昼と夜の巡礼　　　　主演・小畠絹子
- 契りありせば　　　　 主演・谷口香

### 1975年
- 玄海の女　　　　　　　主演・河村祐三子
- 西陣の女　　　　　　　主演・梶三和子
- 人形姉妹　　　　　　　主演・沢井桂子、早瀬久美
- 染彩の女　　　　　　　主演・和田幾子

## その後のフジテレビ昼ドラ
- 本シリーズ終了後は前述の通り『THK帯ドラマ』を15分拡大、これによりフジ平日13時枠は『ライオン奥様劇場』と『THK帯ドラマ』の2枠体制となる。
- その後1977年4月に、平日12:30 - 13:00枠に『お昼のテレビ小説』を設置し、1年振りの昼ドラ3枠体制となるが、『お昼のテレビ小説』は1980年3月で廃枠となり、再び13時台2枠の体制となった。
- その後『ライオン奥様劇場』は、『ライオン午後のサスペンス』→『ライオン劇場』と変わりながらも続けていたが、1984年9月をもって廃枠となり、帯バラエティ『ライオンのいただきます』（→『ライオンのごきげんよう』）に代わったため、以後、2016年春の改編前まで、フジ平日13時の昼ドラは『THK帯ドラマ』のみとなった。
- この間、帯ドラマとして、1990年10月 - 1993年12月に、午前10時台に「妻たちの劇場」が設定され、フジテレビ（ローカルセールス枠であるため、関西テレビ放送など一部時差放送もしくは非ネット）などで午前・午後1枠ずつの2枠体制が復活した時期があったが、1994年1月度からは元のTHK1枠のみとなった。
- そして、2016年春の改編で『THK帯ドラマ』は『ごきげんよう』と共に遂に廃枠となった。以後、1年後の2017年4月よりテレビ朝日系列の月 - 金曜日12:30 - 12:50に『帯ドラマ劇場』を開始するまで、フジテレビはおろか、在京民放から帯ドラマ枠が消滅していた。
- フジテレビ系の昼帯ドラマは2021年現在も復活していないが、2021年12月に2週間だけ、早朝の情報番組『めざましテレビ』枠内で「めざドラ」として復活している。